# Opere di Beato Angelico
Elenco delle opere di Beato Angelico in ordine cronologico.

## Esordi

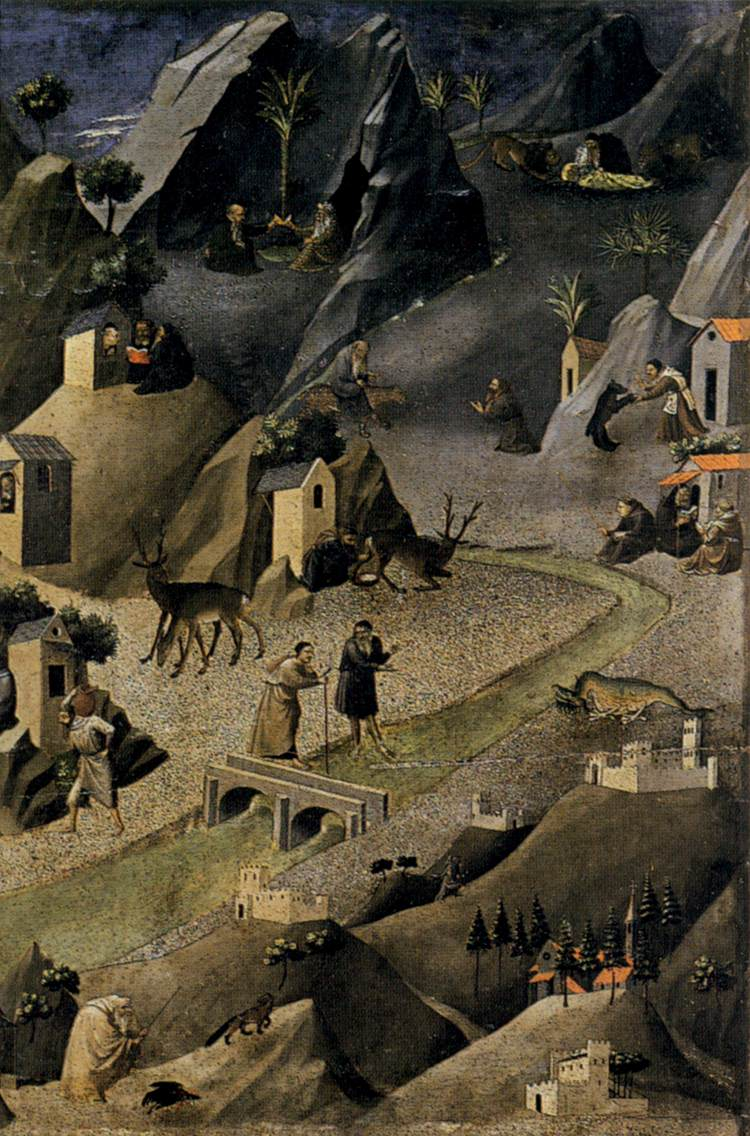
Dettaglio dalla Tebaide, 1420.

- Madonna col Bambino e Santi, 1411-1412 circa, tempera su tavola, San Diego Museum of Art, San Diego
- Madonna col Bambino e quattro angeli (Madonna dell'Umiltà), 1417-1419 circa, tempera su tavola, Ermitage, San Pietroburgo
- Due apparizioni di San Michele Arcangelo, 1417 circa, tempera su tavola, Yale University Art Gallery, New Haven
- Pala Gherardini, 1418, tavola, perduta
- Crocifissione con la Vergine, san Giovanni e la Maddalena, 1419-1424 circa,  tempera e oro su tavola, Ashmolean Museum, Oxford.
- Tebaide, 1420 circa, tempera su tavola, Uffizi, Firenze
- San Girolamo penitente, 1420 circa, tempera su tavola, Princeton University Art Museum, Princeton
- Madonna col Bambino e due angeli, 1420 circa, tempera su tavola, Museo Boijmans Van Beuningen, Rotterdam
- Crocifisso di Santa Maria Nuova, 1423, dipinto su legno sagomato, perduto
- Crocifissione Griggs (attr.), 1423 circa, tempera su tavola, Metropolitan Museum of Art, New York
- Redentore benedicente, 1423 circa, tempera su tavola, National Gallery, Londra
- Madonna dell'Umiltà, 1423 circa, tempera su tavola, Museo nazionale di San Matteo, Pisa
- Adorazione dei Magi, 1423-24, tempera su tavola, Abegg-Stiftung, Riggisberg
- Sant'Antonio da Padova, 1424 circa, convento di San Francesco, Assisi
- Pala di Fiesole, 1424-1425, tempera su tavola, con sfondo ridipinto da Lorenzo di Credi, chiesa di San Domenico, Fiesole. 
  - Predella in 5 scomparti Cristo risorto adorato da santi, profeti e membri dell'Ordine domenicano, National Gallery, Londra
  - Santi dai pilastrini, due pannelli al Museo Condé di Chantilly, due pannelli al Arp Museum Bahnhof Rolandseck, Remagen, sei dispersi
  - San Romolo entro un tondo, dalla cornice, National Gallery, Londra
  - Sant'Alessandro entro un tondo, dalla cornice, Metropolitan Museum of Art, New York
- Madonna della melagrana (Madonna Alba), 1426 circa, tempera su tavola, Museo del Prado, Madrid
- San Giacomo libera di Ermogene, 1426–1429 circa, Kimbell Art Museum, Fort Worth
- Madonna col Bambino, 1426-1427 circa, tempera su tavola, Barbara Piasecka Johnson Foundation, Princeton
- Il funerale di Sant’Antonio Abate, 1426-1430 circa, tempera su tavola (scomparto di predella), Museo del Prado, Madrid
- Decollazione del Battista e Banchetto d'Erode, tempera su tavola (scomparto di predella), 1427-1428, Museo del Louvre, Parigi
- Cristo crocifisso tra i santi Niccolò e Francesco, 1427-1430 circa, tempera su tavola, Compagnia del Ceppo, Firenze
- Testa e busto di San Francesco d'Assisi, 1427-1430 circa, tempera su tavola, Philadelphia Museum of Art, Filadelfia
- Natività, 1428 circa, tempera su tavola, Pinacoteca civica, Forlì
- Preghiera nell'orto, 1428 circa, tempera su tavola, Pinacoteca civica, Forlì
- Trittico di san Pietro Martire, 1428-1429, tempera su tavola, Museo San Marco, Firenze
  - Tra le cuspidi Storie di San Pietro Martire, in loco
  - Tondi con Angelo annunciante, Redentore e Vergine Annunciata, in loco
  - Predella in 3 scomparti, Courtauld Gallery, Londra
- Predella con storie francescane
  - San Francesco davanti al sultano, Lindenau Museum, Altenburg
  - Stimmate di san Francesco, Pinacoteca Vaticana, Roma
  - Incontro tra san Domenico e san Francesco, Gemäldegalerie, Berlino
  - Apparizione al Capitolo di Arles, Gemäldegalerie, Berlino
  - Funerali di san Francesco, Gemäldegalerie, Berlino

## Gli anni trenta

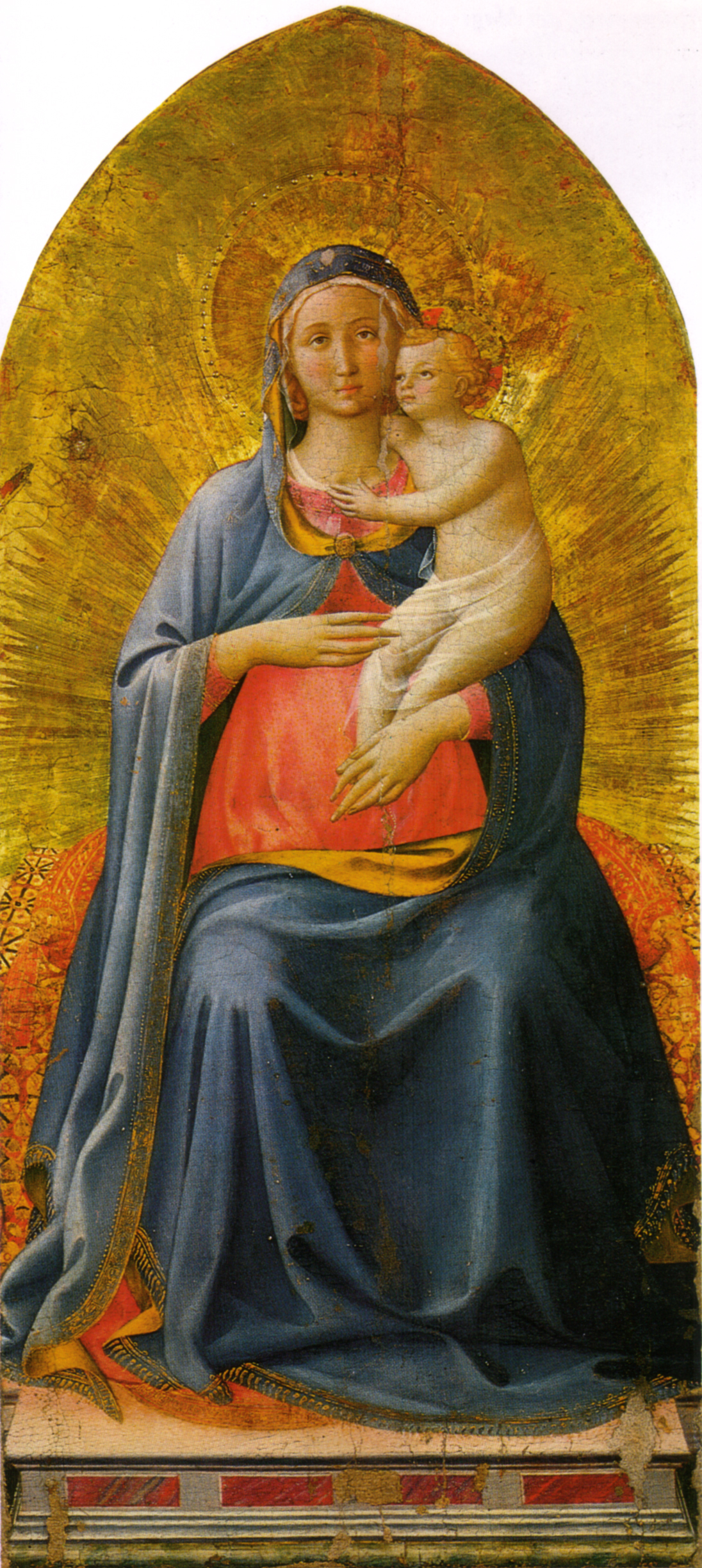
Madonna di Pontassieve, 1435 circa

- Predella dei santi Giacomo e Lucia, 1428-1430 circa, tempera su tavola
  - San Giacomo maggiore libera Ermogene, Fort Worth, Kimbell Art Museum
  - Imposizione del nome del Battista, Museo nazionale di San Marco, Firenze
  - Funerali della Vergine, Philadelphia Museum of Art, Filadelfia
  - Incontro tra san Domenico e san Francesco, San Francisco, California Palace of the Legion of Honor
  - Apparizione di sant'Agata a santa Lucia, collezione privata di Richard L. Feigen, New York
- Madonna col Bambino, 1430 circa, tempera su tavola, Museo di San Marco, Firenze
- Madonna col Bambino e dodici angeli, 1430 circa, tempera su tavola, Staedelsches Kunstinstitut, Francoforte sul Meno
- Giudizio Universale, 1431 circa, tempera su tavola, Museo nazionale di San Marco, Firenze
- Annunciazione di Cortona, 1430 circa, tempera su tavola, Museo diocesano, Cortona
  - Predella con Storie della vita della Vergine e due scene della Leggenda di san Domenico, in loco
- Pala di Annalena, 1430 circa, tempera su tavola, Museo nazionale di San Marco, Firenze
  - Cinque scomparti di predella con Storie dei santi Cosma e Damiano, in loco
  - Guarigione del diacono, pannello dalla predella, Kunsthaus, Zurigo
  - Santi dai pilastrini laterali, varie sedi (National Gallery di Washington, National Gallery of Ireland, Louvre)
- Madonna col Bambino e quattro angeli, 1430 circa, tempera su tavola, Detroit Institute of Arts, Detroit
- Santo Domenico e la stigmatizzazione di San Francesco d'Assisi, 1430 circa, tempera su tavola, The Alana Collection, Newark
- Annunciazione di San Giovanni Valdarno, 1430-1432, tempera su tavola, Museo della basilica di Santa Maria delle Grazie, San Giovanni Valdarno
  - Predella con Storie della Vergine in cinque pannelli (uno frammentario), in loco
- Sportelli con Beati e Dannati, 1430-1432 circa, tempera su tavola, Museum of Fine Arts, Houston
- Quattro reliquiari della Vergine, 1430-1434, tempera su tavola
  - Annunciazione e Adorazione dei Magi, Museo nazionale di San Marco, Firenze
  - Morte e Assunzione della Vergine, Isabella Stewart Gardner Museum, Boston
  - Incoronazione della Vergine, Museo nazionale di San Marco, Firenze
  - Madonna della Stella, Museo nazionale di San Marco, Firenze
- Deposizione, 1432 circa (?), tempera su tavola, Museo nazionale di San Marco, Firenze
  - Dodici Santi e Beati sui pilastrini, in loco
  - Otto medaglioni con Santi, in loco
- Incoronazione della Vergine, 1432 circa, tempera su tavola, Uffizi, Firenze
  - Matrimonio della Vergine, scomparto di predella, Museo nazionale di San Marco, Firenze
  - Morte della Vergine, scomparto di predella, Museo nazionale di San Marco, Firenze
- Tabernacolo dei Linaioli, 1433, pannelli lignei entro un tabernacolo marmoreo di Lorenzo Ghiberti, Museo nazionale di San Marco, Firenze
  - Madonna col Bambino, in loco
  - Cornice con dodici Angeli musicanti, in loco
  - Due sportelli dipinti su entrambi i lati, con San Pietro, San Marco Evangelista, San Giovanni Battista, San Giovanni Evangelista, in loco
  - San Pietro che detta il Vangelo a san Marco, scomparto di predella, in loco
  - Adorazione dei Magi, scomparto di predella, in loco
  - Martirio di san Marco, scomparto di predella, in loco

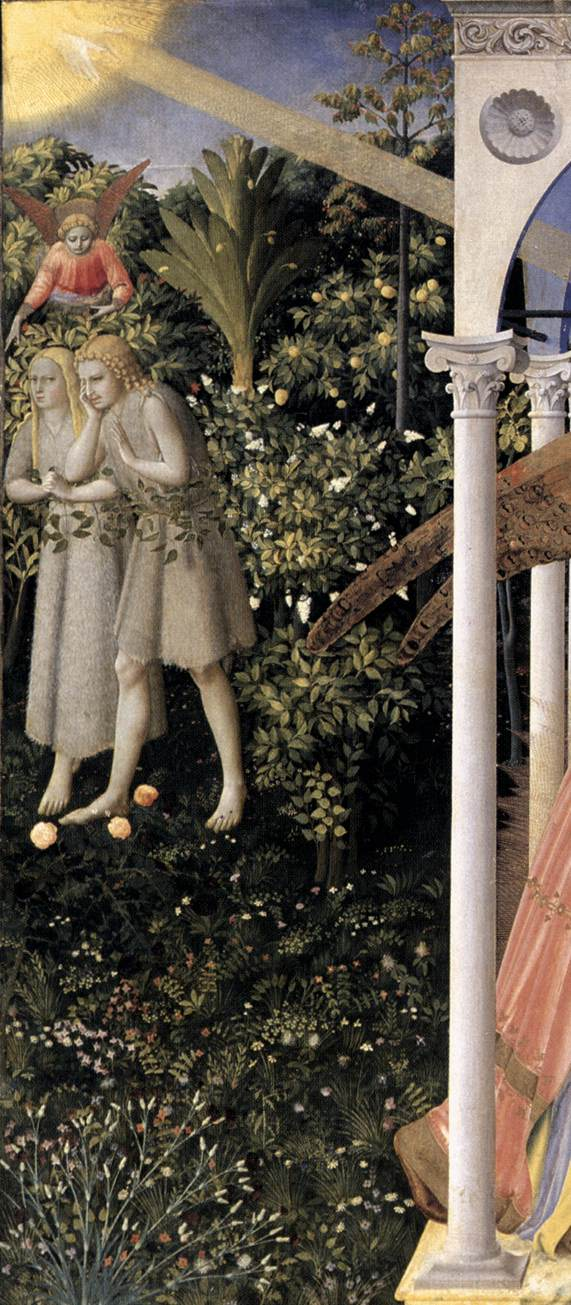
Dettaglio dellAnnunciazione, 1433-1435.

- Annunciazione, 1433-1435, tempera su tavola, Museo del Prado, Madrid
  - Predella con Storie della vergine in cinque scomparti, in loco
- Madonna dell'Umiltà, 1433-1435, tempera su tavola, Museo Thyssen-Bornemisza, Madrid (conservato in prestito presso il Museo nazionale d'arte della Catalogna, Barcellona)
- Incoronazione della Vergine, 1434-1435, tempera su tavola, Louvre, Parigi
- Madonna di Pontassieve, 1435, tempera su tavola, Uffizi, Firenze
  - Predella con Miracoli di san Domenico e Resurrezione di Cristo in sette scomparti, in loco
- Crocifissione con i dolenti e san Domenico, 1435 circa, affresco staccato, Museo del Louvre, Parigi
- Madonna col Bambino tra i santi Domenico e Tommaso d'Aquino, 1435 circa, affresco staccato, Ermitage, San Pietroburgo
- Annunciazione, 1435 circa, tempera su tavola, Gemäldegalerie Alte Meister, Dresda
- Madonna col Bambino e i santi Domenico e Caterina d'Alessandria, 1435 circa, tempera su tavola, Pinacoteca Vaticana, Roma
- San Pietro Martire, 1435 circa, tempera su tavola, Royal Collection, Hampton Court
- Madonna col Bambino, santi, angeli e donatore, 1435-1437, tempera su tavola di forma ottagonale, Museum of Fine Arts, Boston
- Volto di Cristo, 1435-1437, tempera su tavola di forma ottagonale, collezione privata
- Compianto sul Cristo morto, 1436, tempera su tavola, Museo nazionale di San Marco, Firenze
- Tentazione di sant'Antonio Abate, 1436, tempera su tavola, Museum of Fine Arts, Houston
- Trittico di Cortona, 1436 circa, tempera su tavola, Museo diocesano, Cortona
  - Nelle cuspidi Crocifissione e tondi con Angelo annunciante e Vergine annunciata, in loco
  - Predella con Storie di san Domenico, sei scomparti, intervallate da quattro Santi, in colo
- Stimmate di san Francesco e martirio di san Pietro da Verona, 1437-1437, tempera su tavola, Strossmayerova Galerija, Zagabria
- Pala di Perugia, 1437, tempera su tavola, Galleria nazionale dell'Umbria, Perugia
  - Tondi con Angelo annunciante e Vergine annunciata, in loco
  - Predella con Storie di San Nicola in tre scomparti, Pinacoteca Vaticana, Roma
  - Dodici Santi e Beati nei pilastrini, in loco
- Madonna del Giglio, 1437-1440, Rijksmuseum, Amsterdam

## A San Marco

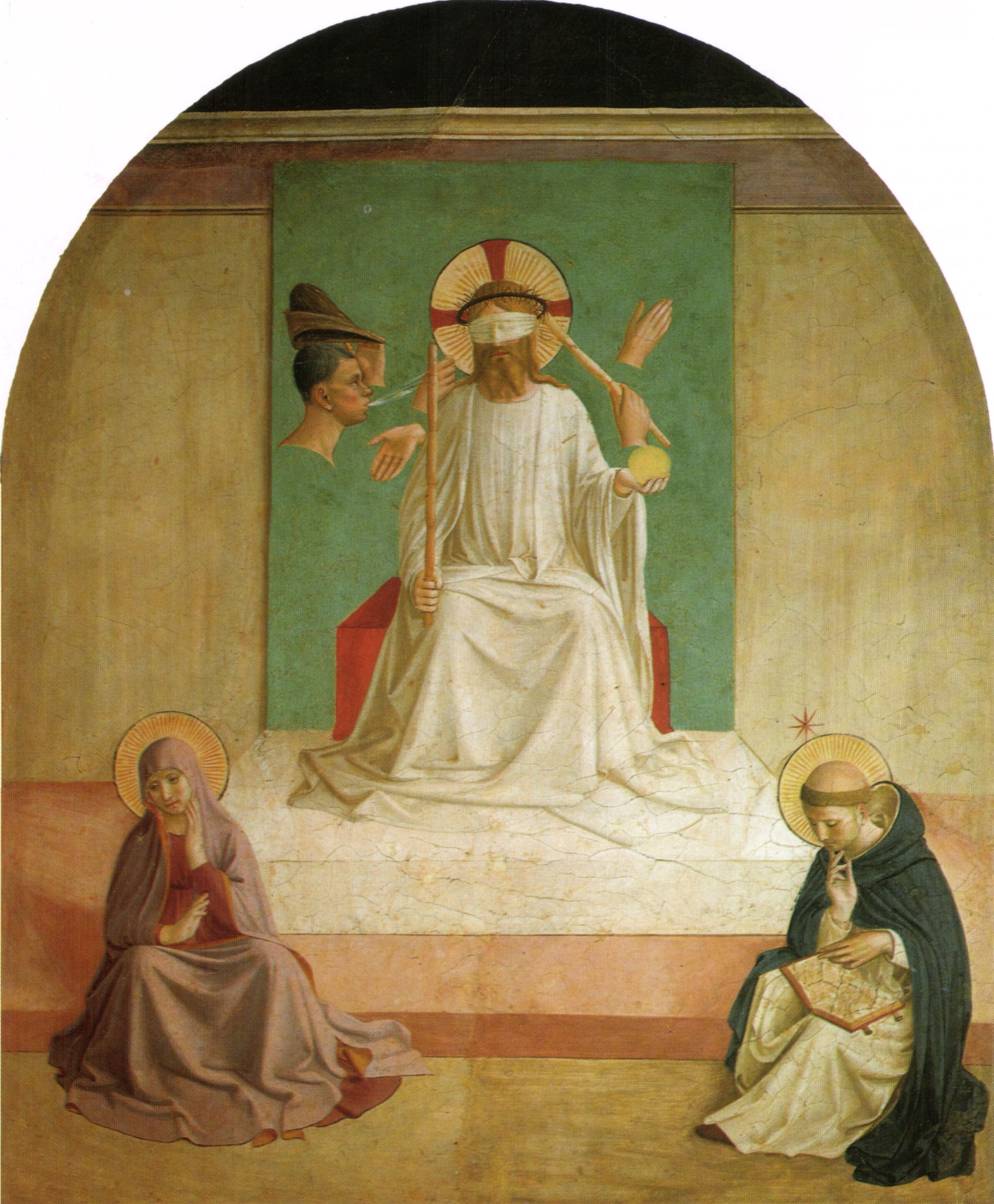
Cristo deriso, 1438-1440.

- Pala di San Marco, 1438-1440 circa, tempera su tavola, Museo nazionale di San Marco, Firenze
  - Predella con Storie dei santi Cosma e Damiano, 1438-1443, tempera su tavola:
    - Guarigione di Palladia, National Gallery of Art, Washington
    - San Cosma e san Damiano davanti a Lisia, Alte Pinakothek, Monaco di Baviera
    - San Cosma e san Damiano salvati dall'annegamento, Alte Pinakothek, Monaco di Baviera
    - Condanna al rogo dei santi Cosma e Damiano, National Gallery of Ireland, Dublino
    - Pietà, Alte Pinakothek, Monaco di Baviera
    - Crocifissione dei santi Cosma e Damiano, Alte Pinakothek, Monaco di Baviera
    - Decapitazione dei santi Cosma e Damiano, Museo del Louvre, Parigi
    - Sepoltura dei santi Cosma e Damiano, Museo nazionale di San Marco, Firenze
    - Guarigione del diacono Giustiniano, Museo nazionale di San Marco, Firenze

  - Santi e beati dai pilastrini (otto conosciuti, otto dispersi)
    - San Tommaso d'Aquino, Fondazione Cini, Venezia
    - San Bernardo, al Lindenau Museum di Altenburg
    - San Girolamo, al Lindenau Museum di Altenburg
    - San Rocco, al Lindenau Museum di Altenburg
    - San Romualdo, al Minneapolis Institute of Arts
    - San Pietro Martire, alla Royal Collection di Hampton Court
    - Sant'Antonio Abate, Art Institute of Chicago, Chicago
    - Beato Vincenzo Ferrer, Museo nazionale di San Marco, Firenze
    - Beato domenicano (forse Giordano di Sassonia), Museo nazionale di San Marco, Firenze
- San Giovanni Battista, 1438-1440, frammento di tempera su tavola, Museum der bildenden Künste, Lipsia
- Madonna col Bambino e i santi Domenico e Pietro Martire, 1439-1440, affresco, chiesa di San Domenico, Cortona

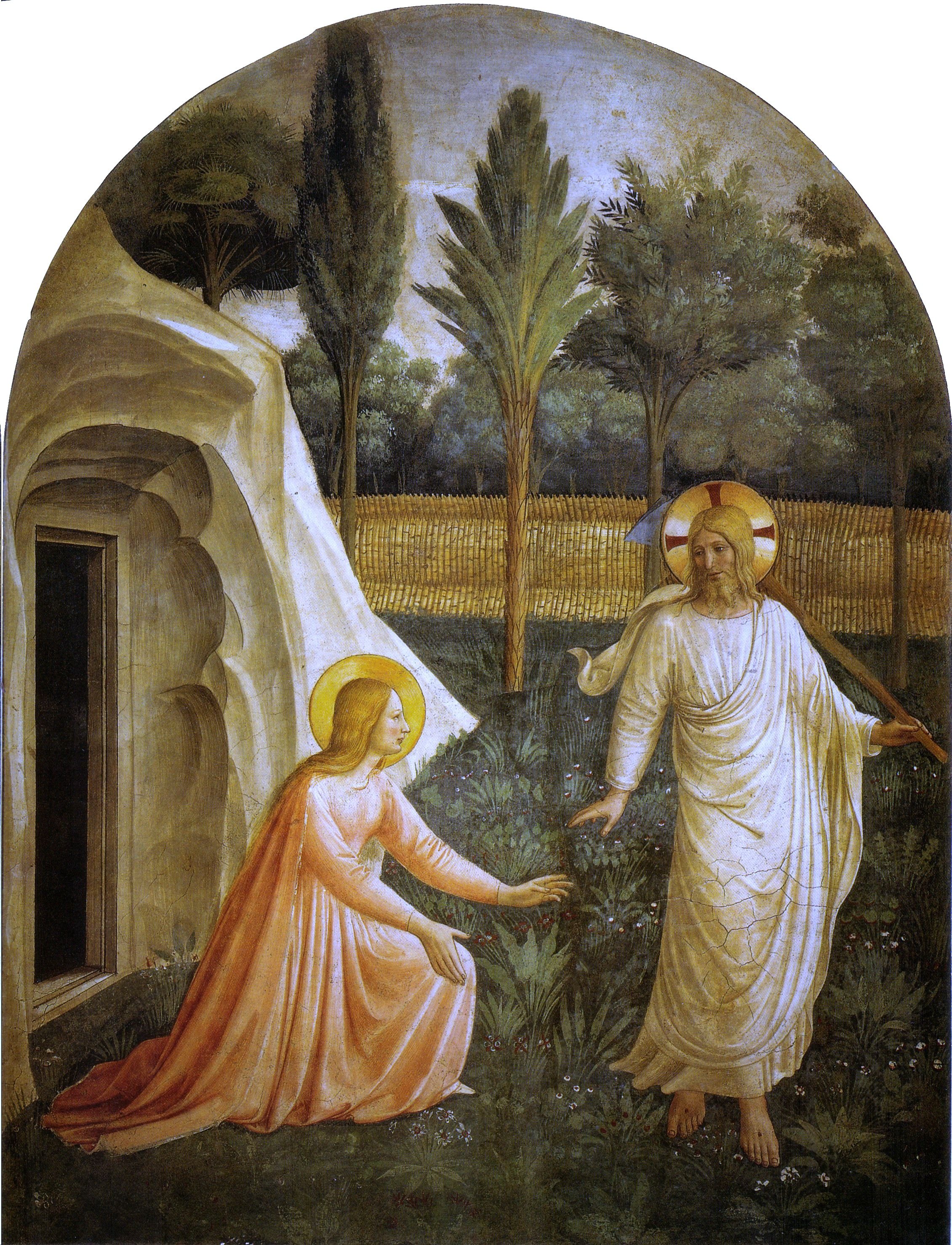
Noli me tangere, 1438-1440.

- Affreschi nel convento di San Marco, 1438-1446 (sono elencati solo i lavori ritenuti in maggioranza autografi dell'Angelico)
  - Piano terra
    - Crocifissione con san Domenico (chiostro), 1442 circa
    - San Pietro Martire che ingiunge il silenzio, lunetta affrescata (chiostro)
    - San Domenico che mostra la regola dell'Ordine, lunetta affrescata (chiostro)
    - San Tommaso d'Aquino con la Summa, lunetta affrescata (chiostro)
    - Cristo pellegrino accolto da due domenicani, lunetta affrescata (chiostro)
    - Cristo in pietà, lunetta affrescata (chiostro)
    - Crocifissione con i santi (sala capitolare), 1442 circa
    - Crocifissione (refettorio, distrutto nel 1554)

  - Primo piano
    - Madonna delle Ombre, 1439 circa o post 1450
    - Annunciazione del corridoio Nord, 1440 circa o post 1450
    - Noli me tangere (cella 1), 1438-1440
    - Compianto di Cristo (cella 2), 1438-1440
    - Annunciazione (cella 3), 1438-1440
    - Trasfigurazione (cella 6), 1441-1443 circa
    - Cristo deriso (cella 7), 1441-1443 circa
    - Incoronazione della Vergine (cella 9), 1441-1443 circa
    - Presentazione al Tempio (cella 10), 1440-1441 circa
    - Comunione degli Apostoli (cella 35), 1440-1441 circa
    - Adorazione dei Magi (cella 39), 1441-1442 circa
- Redentore benedicente, 1440-1445 circa, tempera su tavola, Museo nazionale di San Matteo, Pisa

## Roma, Orvieto

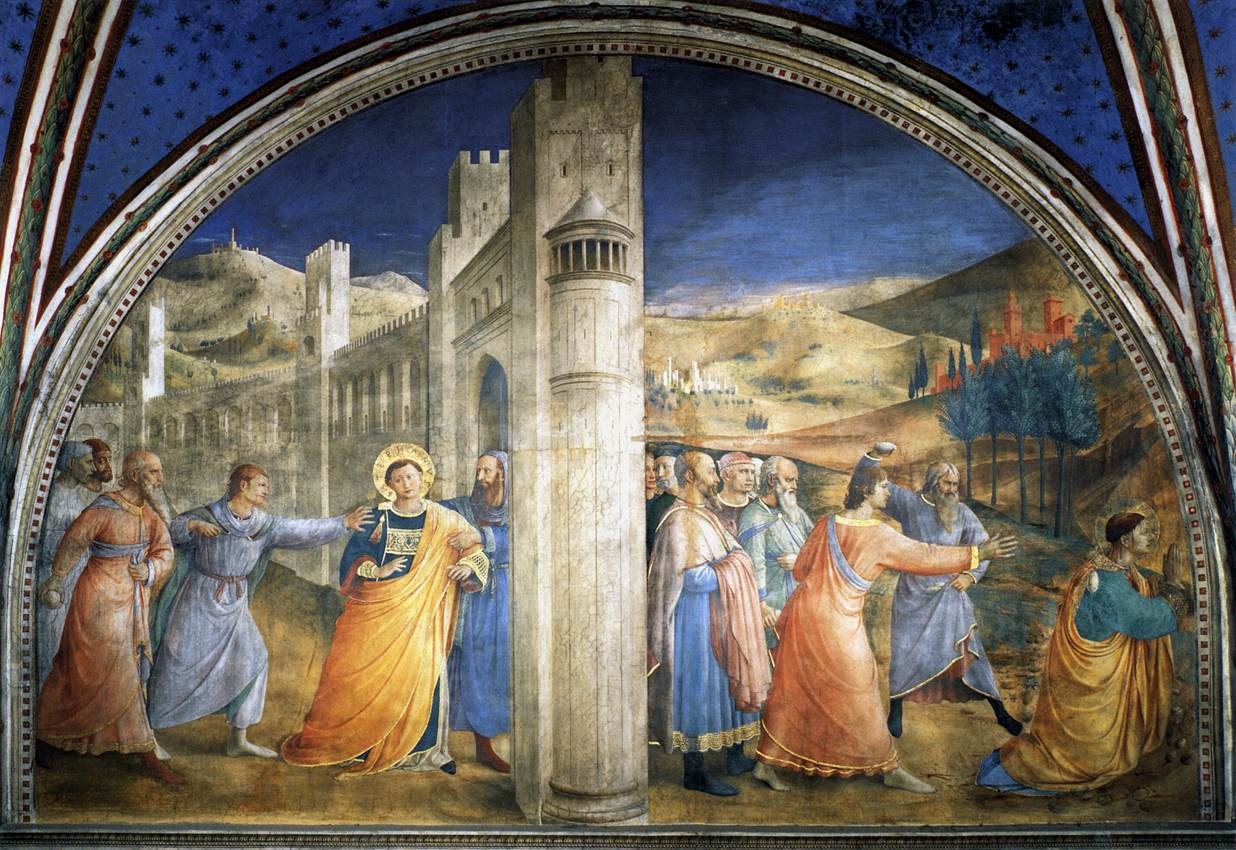
Santo Stefano condotto al martirio e lapidazione di santo Stefano, 1447-1448.

- Affreschi nell'abside dell'antica basilica di San Pietro in Vaticano, 1445-1446 circa, perduti, Roma
- Cappella "parva" nel Palazzo Apostolico, 1445-1446 circa, affreschi perduti, Roma
- Volto di Cristo, 1445-1450 circa, affresco staccato, Museo nazionale di Palazzo Venezia, Roma
- Cappella Niccolina, 1446-1448 circa, affreschi, Palazzo Apostolico, Roma
  - Volta: Evangelisti
  - Pilastri: Dottori della Chiesa
  - Muri:
    - Santo Stefano riceve il diaconato e distribuisce le elemosine
    - Predica di santo Stefano e disputa nel sinedrio
    - Santo Stefano condotto al martirio e lapidazione di santo Stefano
    - Consacrazione di san Lorenzo come diacono
    - San Lorenzo riceve i doni della Chiesa
    - San Lorenzo distribuisce le elemosine
    - San Lorenzo davanti a Valeriano
    - Martirio di san Lorenzo
- Due pennacchi nella volta della Cappella di San Brizio, estate 1447, affreschi, Cattedrale di Orvieto
  - Cristo Giudice
  - Sedici profeti
- Arma Christi (Angelico e bottega), 1447 circa, inchiostro su pergamena, Collezione Giancarlo Gallino, Torino
- Ascensione, Giudizio Universale e Pentecoste, 1447-1448 circa, trittico tempera su tavola, Galleria nazionale di Palazzo Corsini, Roma
- Madonna col Bambino, 1449 circa, Cappella Frangipane o della Maddalena in Santa Maria sopra Minerva, Roma
- Studio di Niccolò V, 1449-1450, affreschi perduti, Palazzo Apostolico, Roma

## Ultimi lavori a Firenze

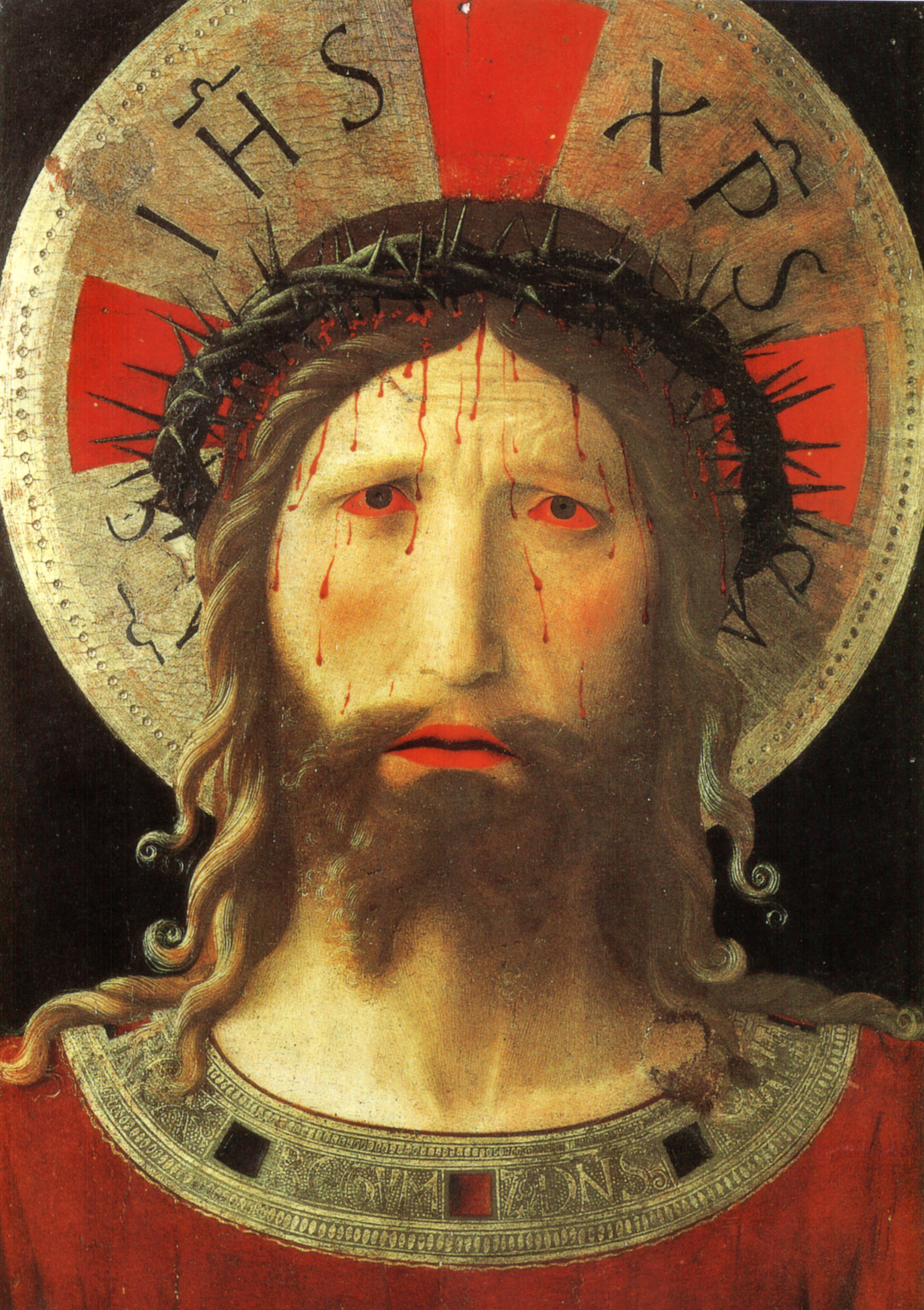
Cristo coronato di spine.

- Annunciazione, 1450 circa, tempera su tavola, Museo diocesano, Hildesheim
- Cristo coronato di spine, 1450 circa, tempera su tavola, Duomo di Livorno
- Pala di Bosco ai Frati, 1450-1452 circa, tempera su tavola, Museo nazionale di San Marco, Firenze
  - Predella con Pietà e sei Santi a mezzobusto, in loco
- Trittico del Giudizio Universale, Ascensione e Pentecoste, 1450-1455, tempera su tavola, Galleria nazionale di Palazzo Corsini, Roma
- Trittico del Giudizio Universale, 1450 circa, tempera su tavola, Staatliche Museen, Berlino
- Armadio degli Argenti, 1451-1453, tempera su tavola, Museo nazionale di San Marco, Firenze
- Crocifissione con il cardinale Torquemada, 1451-1454, tempera su tavola, Fogg Art Museum, Cambridge (Massachusetts)
- San Sisto, 1453-1454 circa, collezione privata di Richard L. Feigen, New York
- Crocifissione con la Vergine, san Nicola e santa Brigida, 1453-1454, perduto o collocazione ignota
- Predella con Storie di san Domenico, 1453-1455 circa, tempera su tavola, dalla perduta pala di Santa Croce o di San Miniato al Monte
  - Sogno di Innocenzo III e apparizione dei santi Pietro e Paolo a san Domenico, Yale University Art Gallery, New Haven
  - Disputa di san Domenico e miracolo del libro, collezione privata
  - Cena servita dagli angeli, Staatgalerie, Stoccarda

## Altre opere

### Miniatura
- Graduale 558, 1425 circa, codice miniato da San Domenico, Museo nazionale di San Marco, Firenze
- Salterio 530, 1446-1454, codice miniato, Museo nazionale di San Marco, Firenze
- Salterio 531, 1446-1454, codice miniato, Museo nazionale di San Marco, Firenze
- Messale 533, 1446-1454, codice miniato, Museo nazionale di San Marco, Firenze
- Messale Gerli 54, Biblioteca Nazionale Braidense, Milano
- Crocifissione di Santa Trinita, foglio miniato isolato, Museo di Vallombrosa
- San Benedetto tra i santi Mauro e Placido, bas-de-page (frammento inferiore di pagina miniata), collezione privata
- Corale 43, Biblioteca Medicea Laurenziana, Firenze

### Disegni
Dell'Angelico si conoscono anche numerosi disegni, conservati nelle raccolte di tutto il mondo, tra cui il Gabinetto dei Disegni e delle Stampe degli Uffizi, il Graphische Sammlung Albertina di Vienna, il Départment des Arts Graphiques del Louvre, il Kupferstichkabinett di Berlino, ecc.